# Stade des Marbres
Pour les articles homonymes, voir Stade olympique.
Le stade des Marbres (en italien: stadio dei Marmi) est un stade inauguré en 1932 au sein du Foro Italico, à proximité du Stade olympique, au Nord de Rome, la capitale de l'Italie.

## Histoire
Le stade a été conçu en 1928 sur les plans de l'architecte Enrico Del Debbio, afin qu'il serve de stade d'entrainement aux étudiants de l'« Académie fasciste masculine d'éducation physique » (Accademia fascista maschile di educazione fisica (it)), devenue par la suite le Comité national olympique italien (CONI).

## Description

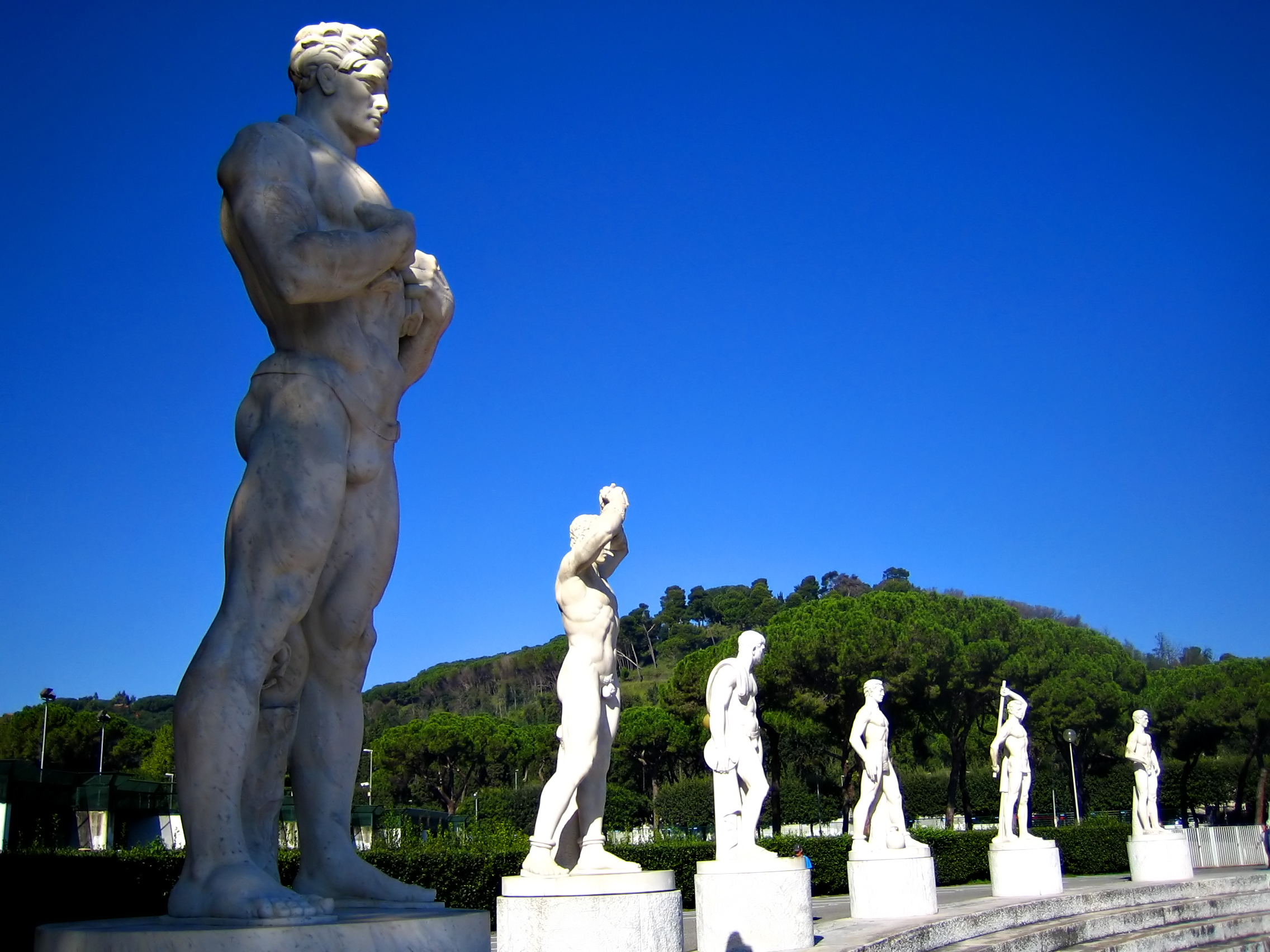
Statues d'athlètes du stade des Marbres.

Le stade doit avant tout son nom aux 64 statues colossales en marbre blanc de Carrare qui surplombent les gradins à 5,50 mètres du sol. Ces statues représentent des athlètes effectuant diverses activités sportives. Elles ont été offertes par les provinces italiennes. Par exemple, la statue représentant un lanceur du javelot a été offerte par la Province de Pérouse, tandis que celle représentant le Pallone col bracciale (une des variantes du Pallone, le jeu de paume italien) est un présent de la Province de Forlì-Cesena.
| Titre                                                    | Sculpteur                         | Année de construction | Province donatrice |
| Arciere                                                  | Bernardo Morescalchi              | 1932                  | Ravenne            |
| Arciere                                                  | Silvio Canevari                   | 1930/1931             | Rovigo             |
| Atleta che saluta                                        | Omero Taddeini                    | 1932                  | Arezzo             |
| Atleta al timone                                         | Tommaso Bertolino                 | ca. 1935              | Enna               |
| Atleta che saluta                                        | Aldo Buttini                      | 1932                  | Massa Carrara      |
| Atleta che si asciuga (Nuotatore)                        | Carlo De Veroli                   | 1932                  | Livourne           |
| Atleta che si massaggia (Nuotatore)                      | Carlo De Veroli                   | 1931                  | Naples             |
| Atleta con fascio littorio                               | Aroldo Bellini                    | ca. 1932              | Littoria           |
| Atleta con clava (ginnasta)                              | Ercole Drei                       | 1932                  | Lecce              |
| Atleta con l’asta                                        | Aldo Buttini                      | 1936                  | /                  |
| Atleta con pallone (Giocatore di calcio)                 | Bernardo Morescalchi              | 1931                  | Catanzaro          |
| Atleta con strigile                                      | Aroldo Bellini                    | /                     | Catane             |
| Atleta in riposo                                         | Tommaso Bertolino                 | /                     | Gorizia            |
| Atleta scalatore                                         | Eugenio Baroni                    | 1933                  | Aoste              |
| Atleta scalatore                                         | Eugenio Baroni                    | 1933                  | Bergame            |
| Atleta su barca a vela                                   | Eugenio Baroni                    | 1933                  | Venise             |
| Atleta vittorioso che saluta                             | Angiolo Biancini                  | 1933                  | Trapani            |
| Calciatore in riposo                                     | Carlo De Veroni                   | 1931                  | Bari               |
| David                                                    | Silvio Canevari                   | 1930/1931             | Pise               |
| Discobolo                                                | Aroldo Bellini                    | 1931/1932             | Imperia            |
| Discobolo                                                | Attilio Selva                     | /                     | Frosinone          |
| Discobolo                                                | Enrico Martini                    | 1930                  | Sienne             |
| Discobolo in riposo                                      | Nicola Rubino                     | 1930                  | /                  |
| Ercole                                                   | Silvio Canevari                   | 1931                  | Rome               |
| Ercole                                                   | Silvio Canevari                   | 1931                  | Brindisi           |
| Ercolo cacciatore                                        | Eugenio Baroni                    | 1933                  | Ancône             |
| Eroe medioevale                                          | Aroldo Bellini                    | ca. 1930-1933         | Latina             |
| Fromboliere                                              | Romeo Gregori                     | ca. 1931              | Pavie              |
| Fromboliere                                              | Attilio Selva                     | 1930                  | Alexandrie         |
| Giocatore di tennis                                      | Libero Andreotti et Antonio Berti | /                     | Parme              |
| Giocatore di tennis                                      | Aldo Buttini                      | 1933                  | Raguse             |
| Giovanetto arciere (bronzo)                              | Aroldo Bellini                    | 1933                  | /                  |
| Giuocatore di hockey                                     | Aroldo Bellini                    | ca. 1935              | /                  |
| Giuocatore di pallone col bracciale (Pilibulus)          | Aroldo Bellini                    | 1932                  | Forli              |
| Lanciatore della palla di ferro                          | Tommaso Bertolino                 | 1930-1935             | Pistoia            |
| Lanciatore della sfera                                   | Aroldo Bellini                    | 1931/1932             | Macerata           |
| Lanciatore di disco                                      | Tommaso Bertolino                 | 1931                  | Palerme            |
| Lanciatore di giavellotto                                | Aldo Buttini                      | 1932                  | Pérouse            |
| Lanciatore di giavellotto                                | Attilio Selva                     | 1930                  | Messine            |
| Lanciatore di martello (Giovane atleta col gagliardetto) | Aldo Buttini                      | 1932                  | Fiume              |
| Lanciatore di palla                                      | Aroldo Bellini                    | 1930                  | Piacenza           |
| Lanciatore di palla vibrata                              | Oddo Aliventi                     | 1931                  | Caltanissetta      |
| Lanciatore di peso                                       | Aroldo Bellini                    | 1931-1932             | Crémone            |
| Lanciatore di pietra                                     | Aroldo Bellini                    | 1932/1933             | La Spezia          |
| Lotta greco-romana (bronzo)                              | Aroldo Bellini                    | 1932                  | /                  |
| Lotta libera (bronzo)                                    | Aroldo Bellini                    | 1932                  | /                  |
| Lottatore                                                | Aroldo Bellini                    | 1931/1932             | Trévise            |
| Lottatore (massaggiatore)                                | Aroldo Bellini                    | /                     | Potenza            |
| Marciatore (Podista)                                     | Aroldo Bellini                    | 1932                  | Turin              |
| Podista (Maratoneta)                                     | Carlo De Veroli                   | ca.1930-1932          | Novare             |
| Pugilatore                                               | Attilio Selva                     | 1930                  | Rieti              |
| Pugilatore                                               | Francesco Messina                 | ca. 1930              | Ascoli Piceno      |
| Pugilatore a mani nude                                   | Aldo Buttini                      | 1932                  | Chieti             |
| Pugilatore che si fascia la mano                         | Francesco Messina                 | 1931-1933             | Mantoue            |
| Pugilatore in guardia                                    | Carlo De Veroli                   | 1931                  | Sassari            |
| Pugilatore in riposo                                     | Carlo De Veroli                   | 1931                  | Syracuse           |
| Pugile che si asciuga                                    | Aldo Buttini                      | 1938                  | /                  |
| Pugile vittorioso (lottatore che saluta)                 | Carlo De Veroli                   | 1932                  | Milan              |
| Saltatore con l’asta                                     | Aldo Buttini                      | 1933                  | Trieste            |
| Sciatore                                                 | Nicola D’Antino                   | 1932                  | Aquila             |
| Sciatore                                                 | Carlo De Veroli                   | 1931/1932             | Bolzano            |
| Timoniere                                                | Carlo De Veroli                   | 1932                  | Pescara            |
| Tuffatore                                                | Aroldo Bellini                    | 1931/1932             | Pula               |
| Uomo col giavellotto (bronzo)                            | Aroldo Bellini                    | 1933                  | /                  |